# Manbuta aberrans
Manbuta aberrans là một loài bướm đêm trong họ Erebidae.